# Прилуччина: Енциклопедичний довідник
Довідкове видання «Прилуччина: Енциклопедичний довідник» — найбільший і найоб'ємніший з видаваних коли-небудь довідник, присвячений географії, населеним пунктам, пам'яткам природи, історії та культурі, установам і підприємствам Прилуцького району Чернігівської області України, а також людям, життя і творчість яких пов'язані з краєм. 
Подібне видання підготовлене вперше. Книгу видано в Ніжині видавництвом «Аспект-Поліграф» у 2007 році накладом 500 примірників (ISBN 978-966-340-221-5).
Автори видання — Д. О. Шкоропад і О. А. Савон. Редакція Г. Ф. Гайдая. Книга видана завдяки матеріальній підтримці російського підприємця прилучанина-мецената Ю. В. Коптєва.

## Опис
Довідник містить вичерпну інформацію про географію, історію, пам'ятки архітектури, традиції та звичаї Прилуччини. Він охоплює різні періоди розвитку регіону, включаючи часи до та після незалежності України, та надає читачам детальний аналіз змін, які відбулися в суспільстві та економіці. На 560 сторінках енциклопедичного довідника вміщено понад 2 400 статей-довідок про найважливіші події багатовікової історії Прилуччини, її головного міста Прилук, селищ міського типу, сіл, підсілків і хуторів, про природу краю та його адміністративний поділ. До книги включено довідки про міські вулиці, пам'ятки архітектури, археології, меморіальні об'єкти, підприємства та установи й організації, товариства, заклади науки і культури. Подано інформацію про відомих осіб, життя і діяльність яких тісно пов'язані з Прилуччиною. У книзі понад 200 ілюстрацій, карт-документів і картосхем. Книга має вступ, де стисло узагальнені відомості про Прилуччину.
У роботі над довідником використані фонди Рукописного відділу Російської державної бібліотеки, Центрального державного військово-історичного архіву Росії та Прилуцького відділу Чернігівського обласного архіву, історична література, періодика, видання УРЕ (зокрема статті з довідника «Чернігівщина»). Значна частина матеріалів є оригінальною і публікується вперше.
Щоб уникнути повторень у споріднених статтях і доповнити тематично пов'язані матеріали додатковою інформацією, була впроваджена система взаємних посилань. Назви статей, на які посилаються, виділені курсивом. Оскільки слова, що складають назви статей, з’являються в тексті, вони позначені початковими літерами (наприклад, Прилуцький полк - П.п., Срібнянська волость - С.в., Малківка - М.). Щоб уникнути дублювання назв статей, які починаються з одного й того ж слова (такого як «вулиця», «хутір», «садиба»), в їхніх назвах застосовано інверсію, тобто зміну звичайного порядку слів (наприклад, Будлянського хутір - замість Хутір Будлянського, Галагана П. Г. садиба - замість Садиба П. Г. Галагана).
Для зручності користування довідником деякі статті згруповані за тематикою (наприклад, заводи, фабрики, школи, училища). Усі вулиці міста Прилуки, представлені в довіднику, відображаються за станом на 2002 рік, тому не було необхідності постійно це повторювати, а підприємства, організації, установи та торговельна мережа, зазначені у статтях, в основному за станом на 1996 рік. Це також стосується населених пунктів Прилуцького району. Фотографії, зроблені в кінці ХХ - на початку ХХІ століття, належать одному з авторів.
Для економії місця в довіднику використовуються умовні позначення й скорочення, список яких додається. Також подається список джерел, з яких взято дати першої згадки населених пунктів, окремих церков тощо. Оскільки в українській мові термін «деревня» відсутній, він замінений словом «село» з астериском «с*.». Дати в статтях до 1 лютого 1918 року вказані за старим стилем, а з 14 лютого 1918 року - за новим.